# Hans Enn
Hans Enn (* 10. Mai 1958 in Saalfelden) ist ein ehemaliger österreichischer Skirennläufer. Seine stärksten Disziplinen waren der Riesenslalom und der Super-G, wobei er auch in Abfahrt, Slalom und Kombination gute Resultate erzielte. Enn gewann sechs Weltcuprennen und fuhr weitere 16 Mal auf das Podest, war zweimal unter den besten drei im Riesenslalomweltcup und erreichte Top-10-Plätze im Gesamt-, Super-G- und Kombinationsweltcup. Er gewann bei den Olympischen Winterspielen 1980, die zugleich als Weltmeisterschaften zählten, die Bronzemedaille im Riesenslalom und wurde fünfmal österreichischer Staatsmeister.

## Biografie
Enn wurde Mitte der 1970er-Jahre in den Kader des Österreichischen Skiverbandes aufgenommen. 1974 wurde er Österreichischer Jugendmeister in Abfahrt und Slalom (Altersklasse Jugend I) und 1976 in Riesenslalom und Kombination (Jugend II). Seinen ersten Spitzenplatz im Europacup erzielte er im Jänner 1975 mit dem zweiten Platz in der Abfahrt von Avoriaz. Er kam ab dem nächsten Winter im Weltcup zum Einsatz und gewann am 17. Jänner 1976 mit Platz neun in der Abfahrt von Morzine erstmals Weltcuppunkte. Doch nicht die Abfahrt, sondern der Riesenslalom und später der Super-G – der seit 1982 im Weltcup gefahren wird – wurden zu Enns stärksten Disziplinen; daneben auch der Slalom, womit er gute Kombinationsresultate erreichte. So verfehlte er im Jänner 1977 als Vierter der Lauberhorn-Kombination in Wengen seinen ersten Podestplatz im Weltcup nur knapp.
Enns erstes internationales Großereignis waren die Weltmeisterschaften 1978 in Garmisch-Partenkirchen. Dort belegte er den sechsten Platz im Riesenslalom; obwohl er im ersten Durchgang schon kurz nach dem Start einen Skistock verloren hatte, war er dennoch die viertschnellste Laufzeit gefahren. Zwei Wochen später wurde er dreifacher Österreichischer Staatsmeister; insgesamt brachte er es in seiner Karriere auf fünf Staatsmeistertitel. Im Sommer 1978 musste Enn nach einer Schulterverletzung, erlitten beim Motocrossfahren, eine mehrwöchige Trainingspause einlegen. Er konnte sich trotz des Trainingsrückstandes im Laufe der Saison 1978/79 weiter steigern und erreichte gegen Ende des Winters die ersten Podestplätze im Weltcup, als er im Riesenslalom von Lake Placid auf den zweiten und im Riesenslalom von Heavenly Valley auf den dritten Rang fuhr. Einen Podestplatz erreichte Enn auch bei den Olympischen Winterspielen 1980 in Lake Placid. Im ersten Durchgang des Riesenslaloms lag er noch an zweiter Stelle hinter dem für Liechtenstein startenden Andreas Wenzel, mit der achtschnellsten Zeit im zweiten Durchgang fiel er auf den dritten Endrang hinter Ingemar Stenmark und Wenzel zurück. Da die Olympischen Winterspiele 1980 die letzten waren, die zugleich als Alpine Skiweltmeisterschaften zählten, gewann Enn neben der olympischen Bronzemedaille auch eine WM-Medaille. Eine zweite Medaille im Slalom verpasste er als Vierter nur um sechs Hundertstelsekunden. Auch in dieser Disziplin war er nach dem ersten Lauf noch an zweiter Stelle gelegen.
Wenige Tage nach den Olympiarennen, am 26. Februar 1980, feierte Enn im Riesenslalom von Waterville Valley seinen ersten Weltcupsieg. Damit hieß zum ersten Mal seit knapp zwei Jahren der Sieger in dieser Disziplin nicht Ingemar Stenmark, den ein schwerer Fehler im ersten Durchgang weit zurückwarf. Mit drei weiteren Podestplätzen beendete Enn die Saison 1979/80 an zweiter Stelle im Riesenslalomweltcup (hinter Stenmark) und an siebter Position im Gesamtweltcup. Beides blieben seine besten Karriereergebnisse in einem Disziplinen- bzw. im Gesamtweltcup. Die folgende Saison 1980/81 musste Enn nach drei Podestplätzen Mitte Februar beenden, als er sich beim Einfahren für den Riesenslalom in Voss einen Schien- und Wadenbeinbruch zuzog. Er kehrte erst im Jänner 1982 in den Weltcup zurück und erzielte bei den Weltmeisterschaften 1982 in Schladming Anfang Februar den sechsten Platz in seiner Spezialdisziplin. Im weiteren Verlauf der Saison 1981/82 fuhr er in fünf Weltcup-Riesenslaloms unter die schnellsten fünf, davon zweimal auf den zweiten Platz, womit er Vierter im Disziplinenweltcup wurde.
Eine bei einem Autounfall erlittene Unterschenkelverletzung zwang Enn im Sommer 1982 zu einer neuerlichen Trainingsunterbrechung. Als ab dem Winter 1982/83 auch der Super-G im Weltcup gefahren wurde, zählte Enn in dieser Disziplin von Beginn an zur Weltspitze. Er erreichte einen zweiten Platz bei den 3-Tre-Rennen in Madonna di Campiglio und einen dritten Rang in Garmisch-Partenkirchen. Darüber hinaus feierte er seinen zweiten Weltcupsieg im Riesenslalom des Vitranc-Pokals in Kranjska Gora. Der erste Weltcupsieg im Super-G folgte zu Beginn der Saison 1983/84 in Val-d’Isère, was überhaupt den ersten Sieg des ÖSV (Damen und Herren) in dieser Disziplin bedeutete. Am Ende desselben Winters gewann er zwei Riesenslaloms in Åre und Oslo, womit er hinter den punktegleichen Siegern Ingemar Stenmark und Pirmin Zurbriggen Dritter im Riesenslalomweltcup wurde (damals zählten die Super-G-Ergebnisse noch zum Riesenslalomweltcup, erst ab 1985/86 gab es eine eigene Super-G-Wertung). Beim Saisonhöhepunkt, den Olympischen Winterspielen 1984 in Sarajevo, enttäuschte Enn, ebenso wie fast alle seine Teamkollegen. Er kam bei seinen beiden Starts im Riesenslalom und im Slalom nicht ins Ziel.
Seinen sechsten und letzten Weltcupsieg feierte Enn am 15. Jänner 1985 im Riesenslalom am Chuenisbärgli in Adelboden. Bei den anschließenden Weltmeisterschaften 1985 in Bormio blieb er dann mit dem fünften Rang im Riesenslalom allerdings hinter den Medaillenrängen. Im Winter 1985/86 fuhr Enn in zwei Super-G unter die schnellsten fünf, blieb aber erstmals seit acht Jahren ohne Podestplatz. Die folgende Saison 1986/87 war für ihn schon vorzeitig zu Ende, als er im Jänner beim zweiten Riesenslalom in Adelboden eine Knieverletzung erlitt. Nach seiner neuerlichen Verletzungspause fuhr Enn in der Saison 1987/88 sechs Mal unter die schnellsten zehn (je dreimal im Riesenslalom und im Super-G), wobei sein bestes Resultat ein vierter Platz im Super-G des Weltcupfinales in seinem Heimatort Saalbach-Hinterglemm war. Für eine Teilnahme an den Olympischen Winterspielen 1988 in Calgary reichten seine davor erzielten Ergebnisse aber nicht aus.
In der Saison 1988/89 erreichte Enn nochmals zwei Weltcup-Podestplätze mit Rang drei im Riesenslalom von Val Thorens und Platz zwei im Super-G von Laax, ehe er kurz vor den Weltmeisterschaften 1989 in Vail einen Kreuzbandriss im linken Knie erlitt. Er konnte dennoch an den Weltmeisterschaften teilnehmen und belegte Rang 13 im Super-G. Im tags darauf ausgetragenen Riesenslalom hielt sein verletztes Knie schon im ersten Lauf der Belastung nicht stand, er war zur Aufgabe gezwungen; die erneut akut gewordene Verletzung zwang ihn, die Saison zu beenden.
Aufgrund von Komplikationen folgten in den nächsten neun Monaten fünf Operationen im linken Knie, doch Enn versuchte, vor allem im Hinblick auf die bevorstehenden „Heimweltmeisterschaften“ 1991 in Saalbach-Hinterglemm, noch einmal in den Skirennsport zurückzukehren. Dies gelang ihm jedoch nicht und so gab er kurz vor der WM seinen Rücktritt bekannt.
Hans Enn eröffnete nach dem Ende seiner Karriere ein Hotel in Hinterglemm und war in der Entwicklungsabteilung des Skiherstellers Blizzard tätig. 1996 wurde er mit dem Goldenen Verdienstzeichen der Republik Österreich ausgezeichnet.

## Erfolge

### Olympische Winterspiele
- Lake Placid 1980: 3. Riesenslalom, 4. Slalom

### Weltmeisterschaften
- Garmisch-Partenkirchen 1978: 6. Riesenslalom, 11. Slalom
- Lake Placid 1980: 3. Riesenslalom, 4. Slalom
- Schladming 1982: 6. Riesenslalom
- Bormio 1985: 5. Riesenslalom
- Vail 1989: 13. Super-G

### Weltcup
- 2. Platz im Riesenslalomweltcup 1979/80
- 3. Platz im Riesenslalomweltcup 1983/84
- 22 Podestplätze, davon 6 Siege:

| Datum             | Ort               | Land        | Disziplin    |
| ----------------- | ----------------- | ----------- | ------------ |
| 26. Februar 1980  | Waterville Valley | USA         | Riesenslalom |
| 29. Jänner 1983   | Kranjska Gora     | Jugoslawien | Riesenslalom |
| 10. Dezember 1983 | Val-d’Isère       | Frankreich  | Super-G      |
| 17. März 1984     | Åre               | Schweden    | Riesenslalom |
| 23. März 1984     | Oslo              | Norwegen    | Riesenslalom |
| 15. Jänner 1985   | Adelboden         | Schweiz     | Riesenslalom |

### Österreichische Meisterschaften
- Fünffacher österreichischer Staatsmeister:
  - Riesenslalom 1978 und 1983
  - Slalom 1978
  - Kombination 1977 und 1978
- Vierfacher Österreichischer Jugendmeister:
  - Jugend I: Abfahrt und Slalom 1974
  - Jugend II: Riesenslalom und Kombination 1976

## Auszeichnungen (Auszug)
- 1996: Goldenes Verdienstzeichen der Republik Österreich[8]